# Centro Olímpico de Hipismo

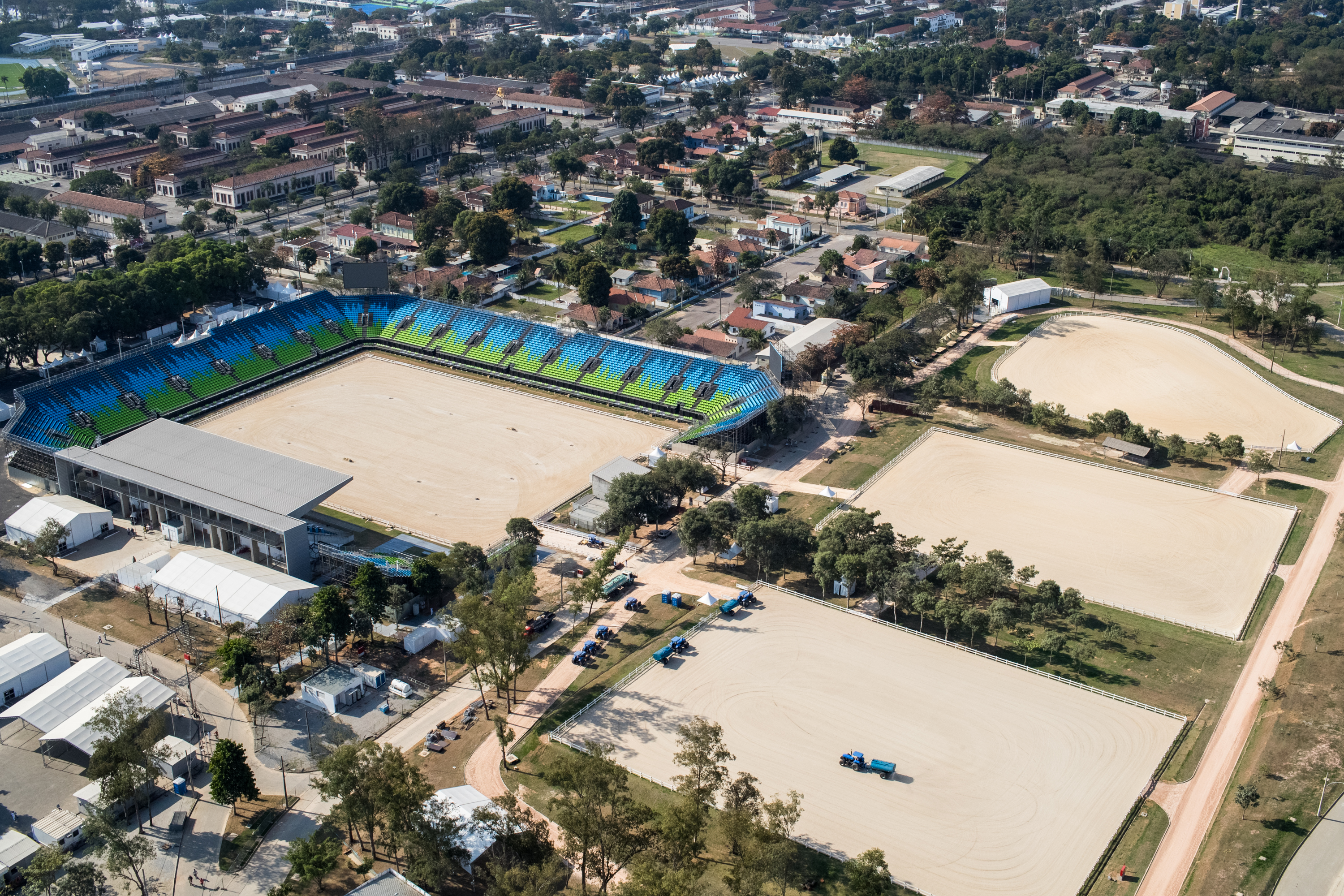
Centro Olímpico de Hipismo, en el Parque Olímpico de Deodoro.

El Centro Nacional Ecuestre, también conocido como Centro Olímpico Ecuestre durante los Juegos Olímpicos de Río de Janeiro 2016, es un centro ecuestre localizado en el Parque Olímpico de Deodoro, en Río de Janeiro, Brasil. Fue sede de los eventos de equitación de los Juegos Olímpicos de Río de Janeiro 2016 y de los Juegos Paralímpicos de Río de Janeiro 2016.